# 奧克奧查德 (紐約州)
奧克奧查德（英語：Oak Orchard）是位於美國紐約州奧爾良縣的非建制地區。

## 歷史
奧克奧查德的郵局於1824年設立，其後於1904年停運。

## 地理
奧克奧查德所處的海拔為高於海平面120米（即394英呎），而該地所採用的時區為UTC-5，即北美东部时区（EST）。同時該地設有夏令時間，為UTC-5調快一小時，即UTC-4（EDT）。